# Laurie Auchterlonie

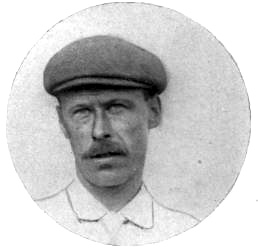
Laurie Auchterlonie in 1902

Lawrence (Laurie) Auchterlonie (8 december 1868 - St Andrews, 20 januari 1948) was een Schotse golfprofessional.

## Carrière
Auchterlonie speelde het US Open elf keer. In 1902 won hij de 8ste editie op de Garden City Golf Club in Garden City (New York) waarbij hij alle vier rondes onder de 80 scoorde, wat nog nooit was voorgekomen. Hij speelde met een Haskell-golfbal. Deze bal was een jaar eerder uitgevonden, en had geen veren maar rubber binnenin. Bij de andere tien keer was Laurie Auchterlonie zeven keer in de top-10 geëindigd.
In 1901 won hij ook het Western Open.